# Forza di difesa nazionale etiope
La Forza di difesa nazionale etiope (FDNE) (in amarico: የኢፌዲሪ መከላከያ ሠራዊት, Forze di difesa, FDNE) è la forza armata dell'Etiopia. La direzione civile delle forze armate avviene tramite il Ministero della difesa, che sovrintende alle forze terrestri, alle forze aeree, così come al Settore industriale della Difesa.

## Storia dell'Esercito
Le origini e le tradizioni militari dell'esercito etiope risalgono all'inizio della storia dell'Etiopia. Grazie alla posizione dell'Etiopia tra il Medio Oriente e l'Africa, fu a lungo al centro della politica occidentale e orientale, ed è stato oggetto di invasioni straniere ed aggressioni. Nel 1579, il tentativo dell'Impero ottomano di espandersi dalla base costiera di Massaua venne sconfitto. L'esercito imperiale etiope fu anche in grado di sconfiggere gli egiziani nel 1868 a Gura, guidati dall'imperatore etiopico Giovanni IV. Clapham scrisse nel 1980 che "gli abissini [soffrivano] di un 'complesso di superiorità' che può essere ricondotto a Gundet, Gura e Adua".
Seguendo l'ordine dell'imperatore d'Etiopia, Nikolaij Leontiev organizzò direttamente il primo battaglione regolare dell'esercito etiope nel mese di febbraio 1899. Leontiev formò il primo battaglione regolare, il kernel di cui divenne la compagnia di volontari degli ex tiratori del Senegal, che scelse ed invitò dall'Africa occidentale, con l'addestramento degli ufficiali russi e francesi. La prima orchestra militare etiope venne organizzata nello stesso periodo.

### L'impero etiope
Menelik II, un imperatore di origine Amhara, conquistò l'Oromia, il Sidama ed il territorio somalo nel 1889. La Società delle Nazioni nel 1935 riferì che dopo l'espansione delle forze di Menelik nelle terre abissine di somali, harari, oromo, sidama, shanqella ecc.,

#### La battaglia di Adua
La Battaglia di Adua è la vittoria più nota delle forze etiopi su invasori. Essa mantenne l'esistenza dell'Etiopia come stato indipendente. Combattuta il 1º marzo 1896 contro il Regno d'Italia, vicino alla città di Adua, fu la battaglia decisiva della prima guerra italo-etiope. Assistito da tutti i principali nobili dell'Etiopia, compresi Alula Abanega, il negus Tekle Haymanot del Goggiam, Sebhat Aregawi, Ras Makonnen, Ras Mangascià Giovanni e Ras Michele di Wello, l'imperatore Menelik II d'Etiopia inflisse un colpo potente contro gli italiani.
L'esercito etiope era stato in grado di eseguire il piano strategico del quartier generale di Menelik, nonostante un sistema di organizzazione feudale e circostanze avverse. Un ruolo particolare venne svolto dai consiglieri militari russi e dai volontari della missione di Leontiev.
In secondo luogo, l'esercito etiope si basava su un sistema di organizzazione feudale, e, di conseguenza, quasi tutto l'esercito era una milizia contadina. Esperti consiglieri militari russi suggerirono a Menelik II di cercare di raggiungere la piena collisione in battaglia con gli italiani, per neutralizzare la potenza di fuoco superiore del loro avversario e vanificare potenzialmente i loro problemi con le armi, l'addestramento e l'organizzazione, piuttosto che impegnarsi in una campagna di vessazioni. Nella battaglia che seguì ondate su ondate di guerrieri di Menelik attaccarono con successo gli italiani.

### Il mantenimento dell'indipendenza etiope
Durante la spartizione dell'Africa, l'Etiopia rimase l'unica nazione che non era stata colonizzata dalle potenze coloniali europee, in parte a causa della sconfitta dell'Italia nella prima guerra italo-etiope. Tuttavia, con l'Etiopia circondata da colonie europee, la necessità di garantire che l'esercito etiope fosse ben mantenuto divenne evidente al governo etiope. Il governo etiope addestrò le sue truppe a un livello molto alto, con l'ufficiale militare russo Aleksandr Bulatovič che scrisse così:
Vede una notevole opportunità in tutte le azioni e tutte le competenze di questo esercito; e ogni soldato ha un atteggiamento incredibilmente intelligente verso la gestione della missione della battaglia.
Nonostante tali qualità, a causa della sua irruenza, è molto più difficile da controllare questo esercito di un esercito europeo ben addestrato, e posso solo meravigliarmi ed ammirare l'abilità dei suoi comandanti e dei suoi capi, di cui vi è carenza. "»
In obbedienza all'accordo con la Russia e all'ordine di Menelik II, i primi ufficiali etiopi cominciarono ad essere formati alla Prima Scuola Allievi russa nel 1901. Da 30 a 40 ufficiali etiopi vennero addestrati in Russia dal 1901 fino al 1913.

#### Sotto Haile Selassie I

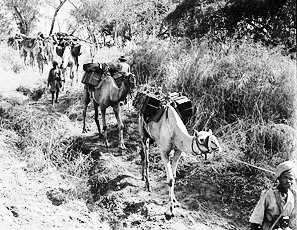
Truppe etiopi trasportano rifornimenti su cammello attraverso la vegetazione durante la campagna dell'Africa Orientale.

La modernizzazione dell'esercito si svolse sotto la reggenza di Tafari Mekonnen, che in seguito regnò come imperatore Haile Selassie I. Creò una Guardia Imperiale, la Kebur Zabagna, nel 1917 dal precedente Mahal Safari che assisteva tradizionalmente l'imperatore etiope. Le sue élite vennero addestrate presso l'accademia militare francese a Saint-Cyr o da consiglieri militari belgi. Creò anche una propria scuola militare a Holeta nel gennaio 1935.
Gli sforzi etiopi per un'aeronautica militare vennero avviati nel 1929, quando Tafari Mekonnen ingaggiò due piloti francesi e acquistò quattro biplani francesi. Al tempo dell'invasione italiana del 1935, l'aviazione aveva quattro piloti e tredici aeromobili.
Tuttavia, questi sforzi non furono né sufficienti né istituiti nel tempo sufficiente per fermare la crescente ondata del fascismo italiano. L'Etiopia venne invasa ed occupata dall'Italia nell'invasione italiana dell'Etiopia del 1935-1936, segnando la prima occupazione dell'Etiopia da parte di una potenza straniera. Il paese riconquistò l'indipendenza dopo la campagna dell'Africa orientale del 1941 nella seconda guerra mondiale con l'intervento delle forze del Commonwealth of Nations britannico. Ciò ha reso l'Etiopia l'unico paese in Africa che non è mai stato colonizzato. Dopo che gli italiani vennero cacciati dal paese, venne istituita una missione militare britannica in Etiopia, sotto il generale Stephen Butler, per riorganizzare l'esercito etiope. L'accordo anglo-etiope del 1944 rimosse il BMME dalla giurisdizione dell'East Africa Command a Nairobi e lo rese responsabile nei confronti del ministro della Guerra etiope.
L'Etiopia comprò venti carri armati leggeri AH-IV dalla Svezia alla fine degli anni quaranta. Arrivarono in Gibuti il 9 maggio 1950, dopo che vennero trasportati ad Addis Abeba. Essi vennero utilizzati fino agli anni ottanta, quando parteciparono alla lotta contro la Somalia.

### Guerra di Corea

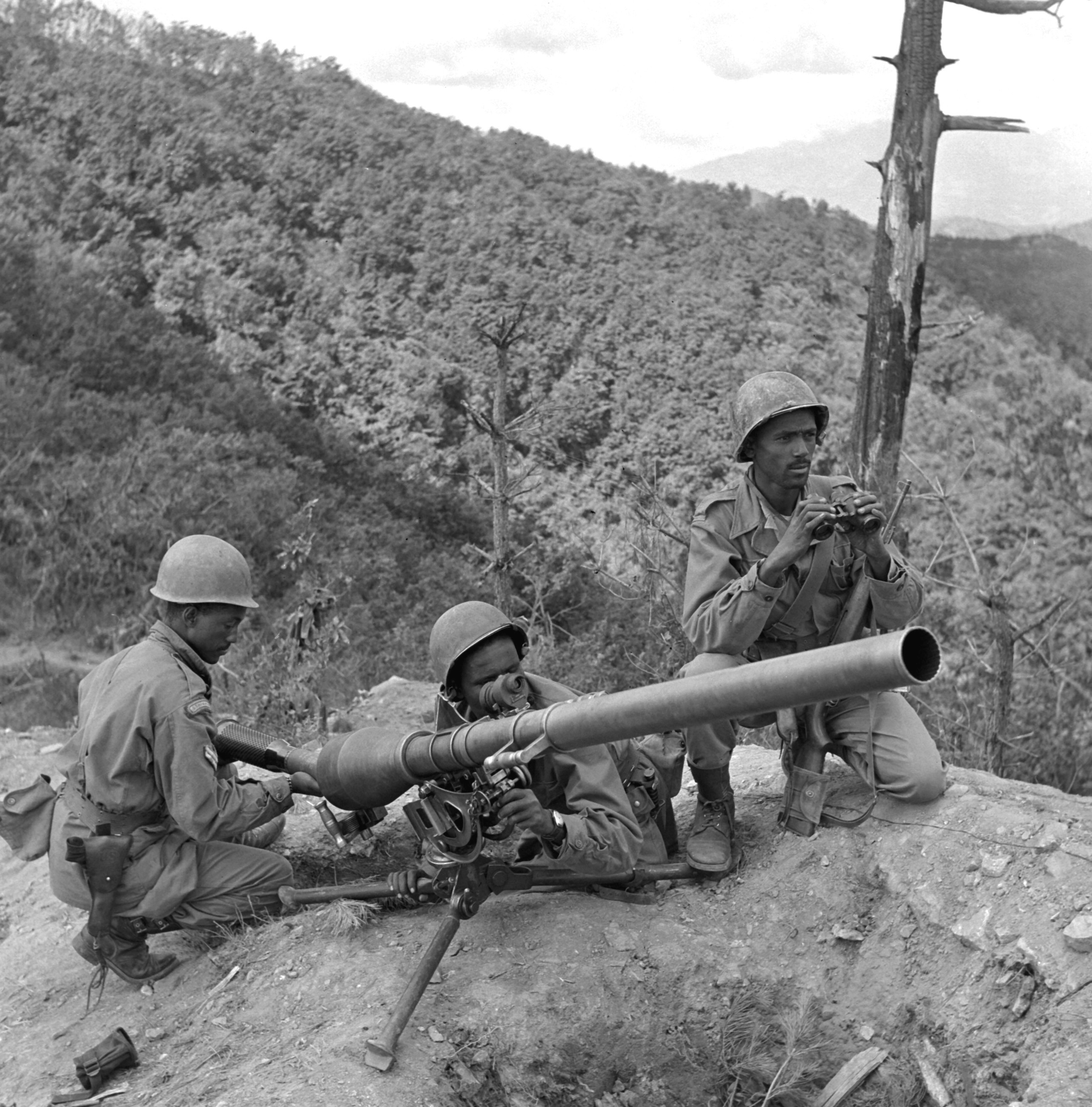
Soldati etiopi nella guerra di Corea, 1951

In linea con il principio della sicurezza collettiva, per il quale Haile Selassie era uno schietto sostenitore, l'Etiopia inviò un contingente sotto il generale Mulugeta Buli, noto come Battaglione Kagnew, per partecipare alla guerra di Corea. Venne assegnato alla 7ª divisione di fanteria americana, e combatté in un certo numero di impegni tra cui la Battaglia di Pork Chop Hill. 3.518 soldati etiopi servirono nella guerra, in cui 121 vennero uccisi e 536 feriti durante la Guerra di Corea.
Il 22 maggio 1953, venne firmato un accordo americano-etiope di assistenza giudiziaria di difesa. Un gruppo di assistenza militare consultivo statunitense venne inviato in Etiopia, ed iniziò il suo lavoro riorganizzando l'esercito in tre divisioni. Il 25 settembre 1953, Selassie creò il Ministero imperiale della difesa nazionale che unificò Esercito, Aeronautica e Marina. La 1ª, la 2ª e la 3ª Divisione vennero stabilite con il loro quartier generale rispettivamente ad Addis Abeba, Asmara, e ad Harar. Nel 1956 le tre divisioni avevano un totale di 16.832 soldati. Nel maggio 1959, venne stabilito L'Esercito territoriale imperiale come forza di riserva che forniva addestramento militare per i dipendenti pubblici.
Nel 1960 lo U.S. Army Area Handbook for Ethiopia descriveva le modalità di comando molto personalizzate poi usate dall'imperatore:
L'Ufficio del Capo di stato maggiore delle Forze armate imperiali etiopi dirigeva i comandanti dell'Esercito, dell'Aeronautica, e della Marina, e le tre divisioni dell'esercito erano direttamente responsabili nei confronti del comandante dell'esercito. Le tre divisioni apparentemente includevano la 3ª Divisione nell'Ogaden, visto come un posto avversp. Anche se tecnicamente la Guardia Imperiale (Kebur Zabagna) era responsabile dal comandante dell'esercito, in realtà il suo comandante riceveva i suoi ordini direttamente dall'Imperatore.
Balambaras Abebe Aregai fu uno dei leader della resistenza patriottica noti dello Scioà (Etiopia centrale) che salì nella supremazia nel periodo post-liberazione. Divenne Ras, generale e ministro della difesa delle Forze armate imperiali etiopi fino alla sua morte nel tentativo di colpo di stato in Etiopia del 1960.
Aman Mikael Andom comandò la 3ª Divisione durante la guerra dell'Ogaden del 1964. In seguito divenne capo di stato maggiore delle forze armate nel luglio del 1974, e poi ministro della Difesa. Poi divenne presidente del Derg dal settembre al dicembre 1974.
L'imperatore Haile Selassie divise l'esercito etiope in comandi separati. Lo U.S. Army Area Handbook for Ethiopia osservava che ogni servizio era fornito con l'addestramento e dotato da diversi paesi stranieri "per garantire l'affidabilità e la conservazione del potere." Le forze armate erano composte come segue: Guardia Imperiale (conosciuta anche come "1ª Divisione", 8.000 uomini); tre divisioni dell'esercito; servizi che comprendevano il Corpo dell'Aeronautica, il Corpo del Genio ed il Corpo Radio; l'Esercito territoriale (5.000 uomini); e la polizia (28.000 uomini).
Tra le segnalazioni degli Stati Uniti le consegne delle apparecchiature in Etiopia erano 120 corazzati M59 e 39 M75.
Nel luglio 1975, l'International Institute for Strategic Studies elencava una divisione meccanizzata oltre a tre divisioni di fanteria, (IISS 75-76, p. 42), e sembra che ci fossero cinque divisioni attive al momento della guerra dell'Ogaden del 1977. Con una significativa assistenza sovietica, dopo quel punto di forza le dimensioni crebbero rapidamente.

### La presa del potere da parte del Derg 1974 ed anni successivi
Il Comitato di Coordinamento delle Forze Armate, Polizia, ed Esercito Territoriale, o Derg (in amarico "Comitato"), venne ufficialmente annunciato il 28 giugno 1974 da un gruppo di ufficiali militari per mantenere la legge e l'ordine a causa della impotenza del governo civile seguente il diffuso ammutinamento nelle forze armate dell'Etiopia all'inizio di quell'anno. I suoi membri non erano direttamente coinvolti in questi ammutinamenti, e non era questo il primo comitato militare organizzato per sostenere l'amministrazione del primo ministro Endelkachew Makonnen: Alem Zewde Tessema aveva stabilito il Comitato di Coordinamento delle Forze Armate il 23 marzo. Tuttavia, nel corso dei mesi successivi, i radicali nel campo militare etiope credettero che agissero per conto dell'odiata nobiltà e quando un gruppo di notabili fece una petizione per il rilascio di un certo numero di ministri e funzionari che erano in stato di arresto per corruzione e altri crimini, tre giorni dopo venne annunciato il Derg.
Il Derg, che originariamente era costituito da soldati nella capitale, ampliò la sua adesione includendo rappresentanti delle 40 unità dell'Esercito etiope, dell'Aeronautica, della Marina, della Kebur Zabagna (Guardia Imperiale), dell'Esercito Territoriale e della polizia: era previsto che ogni unità inviasse tre rappresentanti, che avrebbero dovuto essere soldati, sottufficiali ed ufficiali minori fino al grado di maggiore. Secondo Bahru Zewde, "gli alti ufficiali erano ritenuti troppo compromessi dalla stretta associazione al regime."
Il comitato elesse il maggiore Mengistu Haile Mariam come suo presidente e il maggiore Atnafu Abate come suo vicepresidente. Il Derg inizialmente doveva studiare le rimostranze delle varie unità militari, e indagare gli abusi degli alti ufficiali e del personale, e sradicare la corruzione nelle forze armate. Nei mesi seguenti la sua fondazione, la potenza del Derg aumentò costantemente. Nel mese di luglio 1974, il Derg ottenne importanti concessioni dall'imperatore, Hailé Selassié, che includevano il potere di arrestare non solo i militari, ma anche i funzionari di governo a tutti i livelli. Presto entrambi gli ex primi ministri Tsehafi Taezaz Aklilu Habte-Wold, e Endelkachew Makonnen, con la maggior parte dei loro governi, la maggior parte dei governatori regionali, molti alti ufficiali militari e funzionari della corte imperiale si trovarono imprigionati.
Quando il Derg ottenne il controllo dell'Etiopia, diminuì la sua dipendenza dell'Occidente. Invece cominciò a progettare le sue attrezzature e le sue fonti per i metodi organizzativi e d'addestramento dell'Unione Sovietica e degli altri paesi del Comecon, soprattutto Cuba. Durante questo periodo, le forze etiopi vennero spesso bloccate in campagne controguerriglia contro vari gruppi di guerriglieri. Affinarono sia le tattiche convenzionali che di guerriglia durante le campagne in Eritrea, la guerra civile etiope che rovesciò l'ex dittatore militare etiope Mengistu Haile Mariam nel 1991 e anche per respingere un'invasione lanciata dalla Somalia nella guerra dell'Ogaden del 1977-1978.
L'esercito etiope crebbe notevolmente sotto il Derg (1974-1987), e la Repubblica Democratica Popolare d'Etiopia sotto Mengistu (1987-1991), in particolare durante il secondo regime. Gebru Tareke descrive l'organizzazione dei militari etiopi all'inizio del 1990, un anno prima che Mengistu lasciasse il paese. La Biblioteca del Congresso stimava le forze sotto le armi nel 1974 a 41.000 uomini. Nel luglio 1975 l'International Institute for Strategic Studies elencava una divisione meccanizzata oltre a tre divisioni di fanteria. Ayele scrive che nel novembre 1975 fu creata la forza "Nabalbal" ("Fiamma"), suddivisa in unità di 400 uomini delle dimensioni di un battaglione. Ogni unità delle dimensioni di un battaglione era conosciuta come hayl (forza), e 20 vennero create entro sedici mesi. Le unità "Nabalbal" entrarono in combattimento nel 1977. Quando fonti dell'intelligence etiope scoprirono che i somali avevano intenzione di impadronirsi dell'Ogaden, vennero create anche brigate della milizia; prima 30, poi un totale di 61 brigate per un totale di 143.350 uomini nel 1977-1978. Sembra che all'epoca della guerra dell'Ogaden del 1977 fossero attive cinque divisioni di linea regolari e la Biblioteca del Congresso stimò che la dimensione della forza all'epoca fosse di 53.500 uomini. Con una significativa assistenza sovietica, da quel momento in poi le dimensioni dell'esercito crebbero rapidamente; nel 1979 era stimato a 65.000 uomini. La 18ª e la 19ª Divisione fanteria da montagna venneo quindi istituite nel 1979-80 originariamente per impadronirsi di Nakfa, nelle montagne del Sahel, una delle rimanenti roccaforti degli insorti eritrei. All'inizio del 1981 era in corso il reclutamento per la 21ª e la 22ª Divisione fanteria da montagna; poco dopo, i preparativi per la grande Operazione Red Star si stavano intensificando.
Nell'aprile 1988 il Derg riorganizzò l'esercito. Il ripristino delle relazioni con la Somalia significava che le forze potevano essere trasferite dalla 1ª Armata rivoluzionaria nell'Ogaden, alla 2ª e alla 3ª Armata rivoluzionaria, essendo la 3ª (TRA) responsabile delle province di Assab, del Tigrè, di Wello, di Gondar e del Goggiam. La piccolissima 4ª Armata rivoluzionaria divenne responsabile della protezione del confine con il Kenya e di quelli con Somalia e Sudan. Al posto dei precedenti comandi furono invece istituiti tredici corpi d'armata, distribuiti tra i quartieri generali dell'esercito. Vennero compiuti sforzi intensi per arruolare personale aggiuntivo. La manodopera totale dopo la riorganizzazione raggiunse i 388.000 uomini segnalati.
Nel maggio 1988 il Derg decise che prima di potersi concentrare sulla distruzione del FLPE, avrebbe dovuto eliminare prima il FPLT. Così venne ideata l'Operazione Adua per impadronirsi della base principale del FPLT ad Adi Ramets nella Provincia di Gondar. Il 603º e il 604º Corpo d'armata della 3ª Armata rivoluzionaria dovevano svolgere il ruolo principale, mentre il 605º Corpo d'armata assicurava la retroguardia a Wello. La struttura di comando della TRA venne interrotta quando il maggiore generale Mulatu Negash, il comandante dell'esercito, venne soppiantato dall'arrivo del favorito di Mengistu, il capitano Lagesse Asfaw.
Cuba fornì un significativo afflusso di consiglieri militari e di soldati in questo periodo, con la più grande escalation durante la guerra dell'Ogaden con la Somalia, supportata da un ponte aereo sovietico:
- 1977–1978: 17.000 (guerra dell'Ogaden)
- 1978: 12.000
- 1984: 3.000
- 1989: Tutte le forze ritirate

### Ordine di battaglia del 1991
Gebru Tareke elencò le forze terrestri etiopi nel 1990 come comprendenti quattro armate rivoluzionarie organizzate come task force, undici corpi d'armata, ventiquattro divisioni di fanteria e quattro divisioni di montagna, rinforzate da cinque divisioni meccanizzate, due divisioni aviotrasportate e novantacinque brigate, tra cui quattro brigate meccanizzate, tre brigate di artiglieria, quattro brigate di carri armati, dodici commando speciali e brigate para-commando - compresa la Spartakiad, che divenne operativa nel 1987 sotto la preparazione e la guida dei nordcoreani - sette battaglioni di missili BM e dieci brigate di forze paramilitari.
Le forze armate erano stimate in 230.000 uomini all'inizio del 1991. Anche la Milizia popolare di Mengistu era cresciuta fino a raggiungere i 200.000 membri. Le forze meccanizzate dell'esercito comprendevano 1.200 T-54/55, 100 T-62 carri armati e 1.100 veicoli trasporto truppe (APC), ma si stimava che la prontezza fosse solo di circa il 30 per cento operativo, a causa del ritiro del sostegno finanziario, della mancanza di competenze di manutenzione e di parti dall'Unione Sovietica, da Cuba e da altre nazioni.

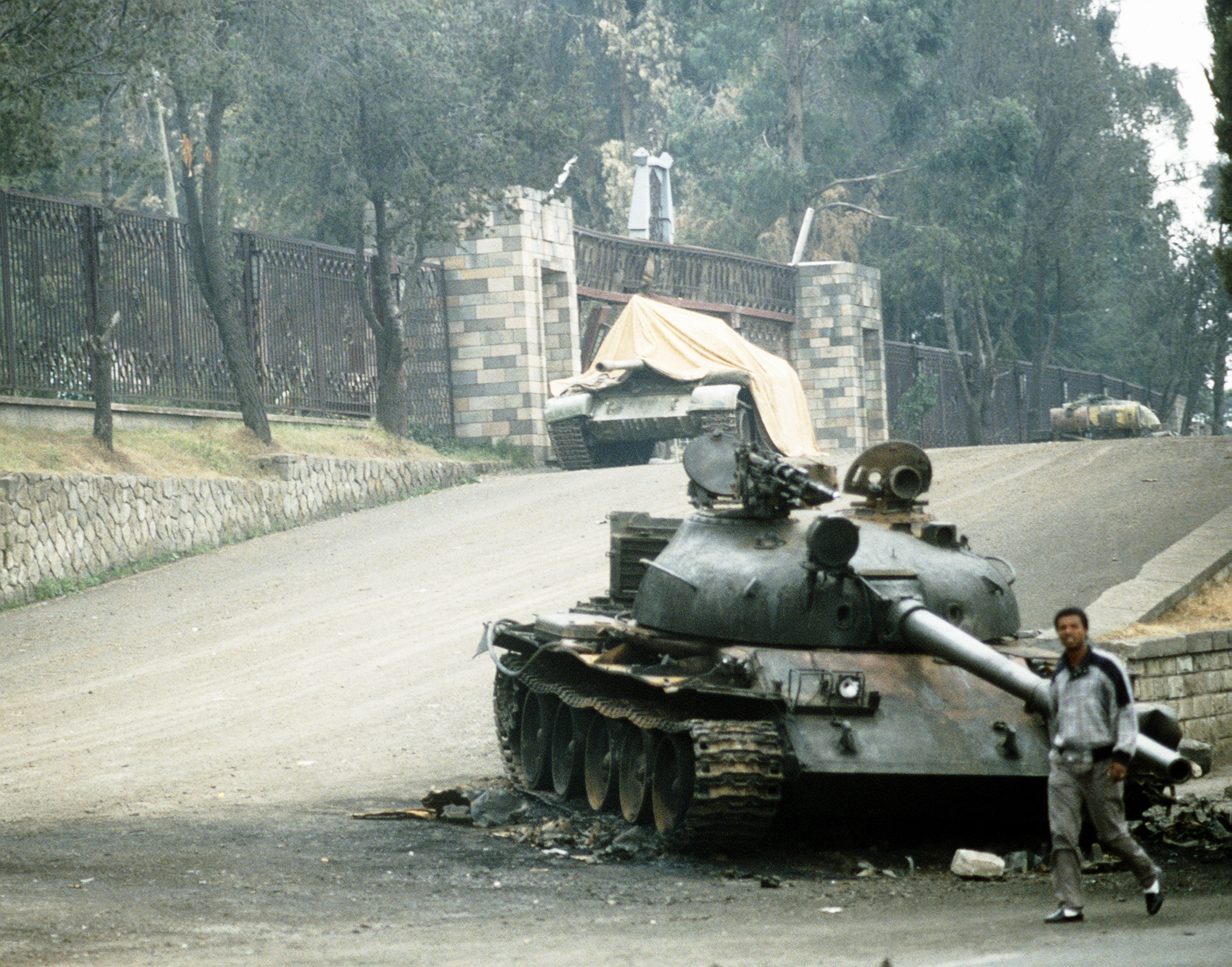
Carri armati T-62 etiopi alla fine della guerra civile in Etiopia.

I comandi dell'esercito erano i seguenti:
- 1ª Armata rivoluzionaria (acquartierata ad Harar, 1988: 601º e 602º Corpo d'armata)[39]
- 2ª Armata rivoluzionaria (acquartierata ad Asmara, 1988: 606º-610º Corpo d'armata)
- 3ª Armata rivoluzionaria (acquartierata a Kombolcha, 1988: 603º, 604º , 605º Corpo d'armata)
- 4ª Armata rivoluzionaria (acquartierata a Nekemte, 1988:611º, 612º , 613º Corpo d'armata)
- 5ª Armata rivoluzionaria (acquartierata a Gondar)[40]

In queste armate erano assegnate le forze operative dell'esercito, comprendenti:
- 31 divisioni di fanteria[29] La 30ª e la 31ª Divisione fanteria furono le ultime formate, intorno al novembre-dicembre 1989.[39] C'erano anche la 102ª Divisione aviotrasportata e la 103ª Divisione commando, che iniziarono l'addestramento nel gennaio 1987.[41]
- 32 battaglioni corazzati
- 40 battaglioni d'artiglieria
- 12 battaglioni di difesa aerea
- 8 brigate commando

### Dal 1991
Nel 1991 il governo di Mengistu è stato superato dal Fronte Democratico Rivoluzionario del Popolo Etiope (FDRPE), dal Fronte Popolare per la Democrazia e la Giustizia (FPDG, ex FLPE), dal Fronte di Liberazione Oromo (FLO) e da altre fazioni dell'opposizione. Dopo la sconfitta del governo militare, il governo provvisorio sciolse l'ex esercito nazionale e fece affidamento sui propri guerriglieri. Nel 1993, tuttavia, il governo guidato dai tigrini annunciò l'intenzione di creare una forza di difesa multi-etnica. Questo processo comportò la creazione di un nuovo esercito e di una classe professionale di ufficiali e della smobilitazione di molti degli irregolari che avevano combattuto contro il governo militare. Con il crollo dell'Unione Sovietica, l'Etiopia si rivolse di nuovo alle potenze occidentali per alleanza ed assistenza. Tuttavia, molti ufficiali tigrini rimasero in posizioni di comando. Questa trasformazione era ancora in corso quando scoppiò la guerra con l'Eritrea nel 1998, uno sviluppo che vide i ranghi delle forze armate gonfiare le spese per la difesa.
Anche se le forze armate avevano una significativa esperienza di combattimento, il loro orientamento miliziano complicò il passaggio ad una forza armata strutturata ed integrata. Gradi ed unità convenzionali vennero adottati solo nel 1996. Un tentativo degli Stati Uniti di assistere la ristrutturazione delle forze armate venne interrotto dalla mobilitazione per la guerra con l'Eritrea.

#### La guerra Etiopia-Eritrea

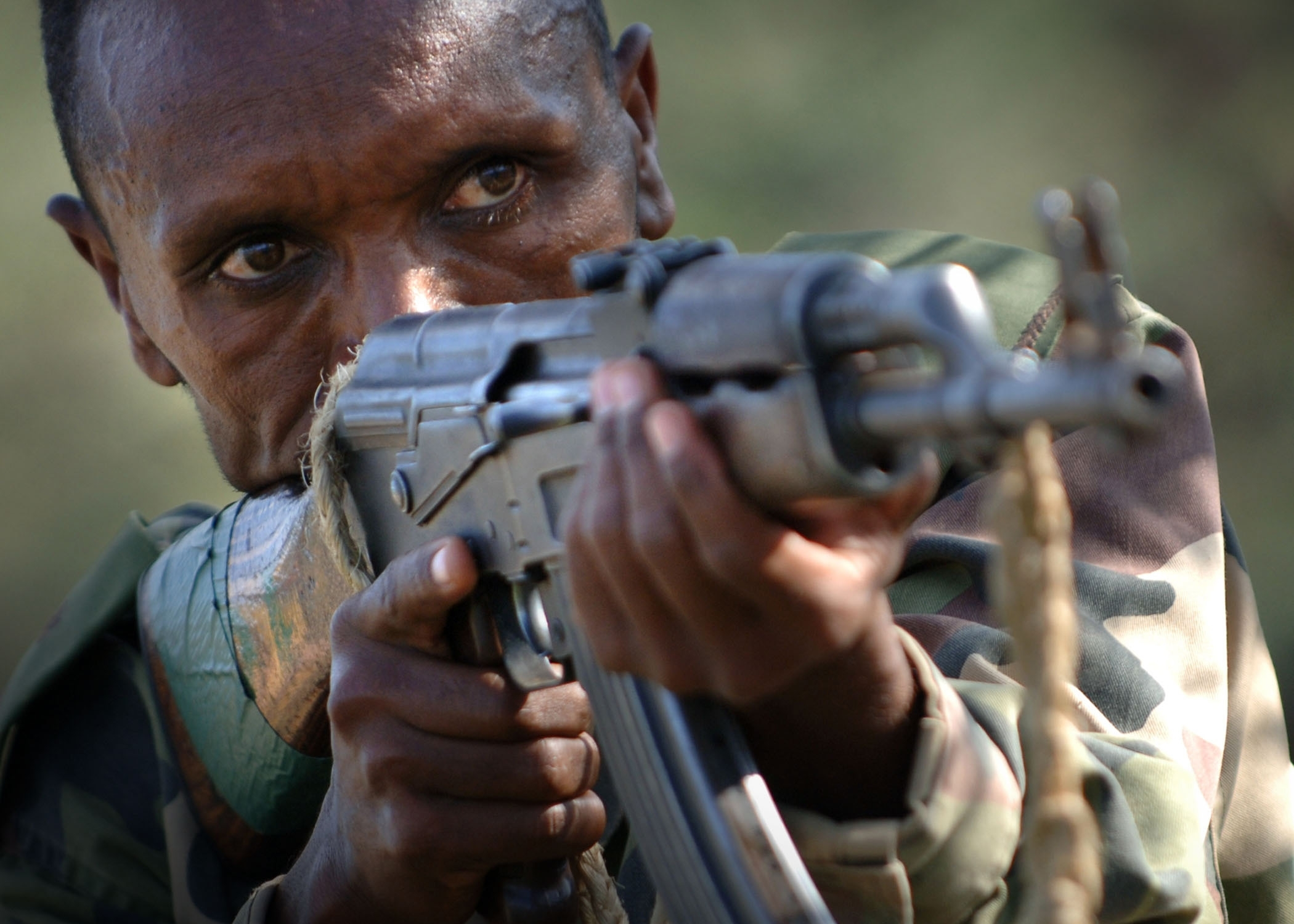
Soldato della Forza di difesa nazionale etiope, 2006.

Gli ex alleati FDRPE e FPDG (ex FLPE) condussero i loro paesi, rispettivamente Etiopia ed Eritrea, nella guerra Etiopia-Eritrea del 1998. La guerra venne combattuta sulla regione contesa di Badme. Durante il corso della guerra, alcuni comandanti e piloti provenienti dalle ex forze dell'esercito e dell'aeronautica vennero richiamati al dovere. Questi ufficiali contribuirono a cambiare decisamente le sorti contro l'Eritrea nel 2000. Dopo la fine della guerra, la Commissione sui Confini Eritrea-Etiopia, un corpo fondato dalle Nazioni Unite, stabilì che la regione di Badme di fatto apparteneva all'Eritrea. Anche se i due paesi sono ora in pace, l'Etiopia respinse i risultati della decisione del tribunale internazionale e continuò ad occupare Badme. La maggior parte degli osservatori concordano sul fatto che il rifiuto dell'Etiopia del diritto internazionale, insieme con l'alto numero di soldati mantenuto sul confine da ogni lato – un numero debilitantemente elevato, in particolare per la parte eritrea –, significa che i due paesi sono di fatto ancora in conflitto.
Dopo gli attentati terroristici dell'11 settembre 2001, l'esercito etiope ha cominciato ad addestrarsi con la Combined Joint Task Force - Horn of Africa (CJTF-HOA) statunitense, con sede nello Gibuti. L'Etiopia ha permesso agli Stati Uniti di stazionare consiglieri militari a Camp Hurso. Parte dell'addestramento a Camp Hurso includeva elementi dell'esercito americano, tra cui il 4º Battaglione, 31º Fanteria, che addestravano la 12ª, la 13ª e la 14ª Compagnia della Divisione di Ricognizione, che dal luglio 2003 vennero addestrati in un nuovo battaglione antiterrorismo etiope.

#### Ogaden
Le forze governative sono state impegnate in una battaglia contro gli insorti dell'Ogaden guidati dal Fronte di Liberazione Nazionale dell'Ogaden.

#### Somalia
Le truppe etiopi invasero la Somalia nel 2006 con il pretesto di preoccupazioni per la sicurezza sull'Ogaden.
Nel dicembre 2006, la FDNE entrò in Somalia per affrontare l'Unione delle corti Islamiche, inizialmente vincendo la battaglia di Baidoa. Ciò portò alla conquista di Mogadiscio da parte delle truppe etiopiche e delle milizie del Tfg, e i successivi pesanti combattimenti lì. Dopo che gli islamisti si divisero in due gruppi, gli islamisti moderati guidati da Sharif Sheikh Ahmed firmarono un accordo di pace sostenuto dalle Nazioni Unite con il governo federale di transizione e istituirono un governo più grande a Mogadiscio. Le truppe etiopi vennero ritirate come parte dei termini dell'accordo di pace. Gabre Heard comandava le forze in Somalia.
La forza di circa 3.000 soldati etiopi ha affrontato accuse di crimini di guerra da parte di gruppi per i diritti umani. Anche il governo federale di transizione che li ha invitati è stato accusato di violazioni dei diritti umani e crimini di guerra tra cui omicidio, stupro, aggressione e saccheggio da parte di gruppi per i diritti umani
Nel loro rapporto del dicembre 2008 "So much to Fear" Human Rights Watch avvertì che da quando gli etiopi erano intervenuti nel 2006 la Somalia stava affrontando una catastrofe umanitaria su una scala mai vista dall'inizio anni '90. Essi continuarono ad accusare il TFG di terrorizzare i cittadini di Mogadiscio ed i soldati etiopi per l'aumento della criminalità violenta.
A partire dal 2014, le truppe etiopi in Somalia sono state integrate nella forza di pace AMISOM. Secondo il portavoce del Ministero degli Affari Esteri etiope, l'ambasciatore Dina Mufti, la decisione dei militari etiopi a partecipare all'AMISOM ha lo scopo di rendere l'operazione di mantenimento della pace più sicura. Gli analisti hanno inoltre suggerito che la mossa è stata motivata principalmente da considerazioni finanziarie, con i costi operativi delle forze etiopi essere ora in programma sotto il budget d'indennità dell'AMISOM. Si ritiene che la lunga esperienza dei militari etiopi in territorio somalo, il loro equipaggiamento come gli elicotteri, e la possibilità di un più stretto coordinamento aiuterà le forze alleate per avanzare le loro conquiste territoriali.

#### La guerra del Tigrè

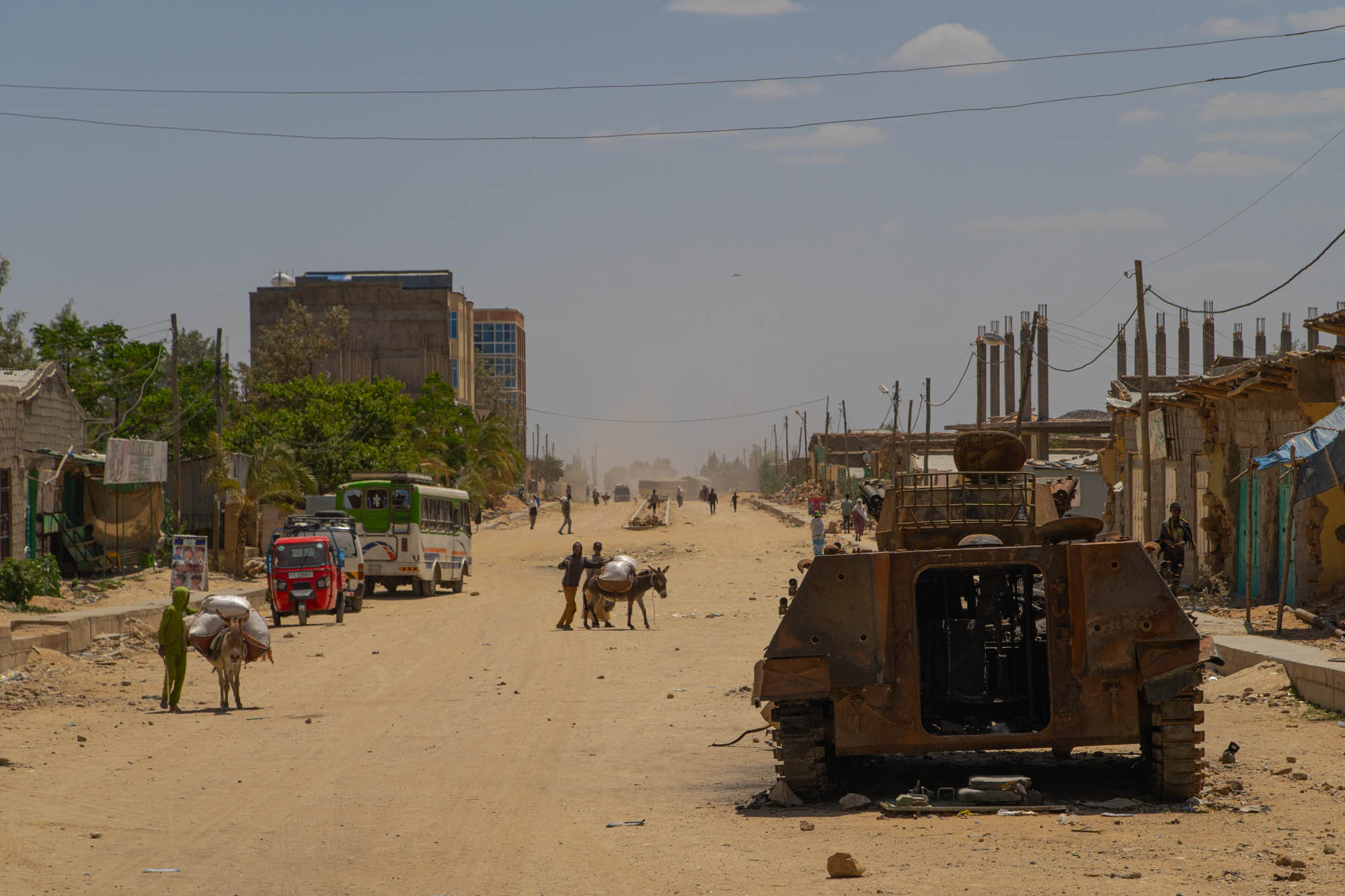
Un veicolo blindato delle FDNE distrutto giace in una delle strade principali di Hawzen il 6 giugno 2021

L'8 novembre 2020, le truppe delle FDNE sostenute dalle milizie dell'Amhara e delle forze di difesa eritree sono state dispiegate nella regione dei Tigrè per insediare il governo del presidente ad interim Mulu Nega. Dall'inizio del conflitto, il personale delle FDNE è stato accusato di coinvolgimento in presunti crimini di guerra contro i civili nella regione dei Tigrè. Queste accuse includono stupro e altre violenze basate sul genere, nonché uccisioni extragiudiziali in Hagere Selam, Hitsats, Humera, Debre Abbay, e altre aree in cui il conflitto è in corso. Il primo ministro etiope, Abiy Ahmed, ha pubblicamente riconosciuto la possibilità di crimini di guerra nella regione dei Tigrè. Tuttavia, Abiy non ha collegato queste azioni all'esercito etiope, e ha invece citato che tali rapporti erano probabilmente "propaganda di esagerazione" da parte del Fronte Popolare di Liberazione del Tigrè, che attualmente si oppone alle forze federali nella regione settentrionale. Secondo il prof. Jan Nyssen dell'Università di Gand, che sta conducendo un'indagine sulle morti e sui massacri di civili segnalati nella regione, sono stati identificati circa 2.000 civili uccisi, in circa 150 massacri attribuiti alle forze etiopi ed eritree in guerra. Nyssen ha affermato che la sua squadra riceve i dati dai residenti nella regione, che li aiutano a identificare i corpi e la probabile causa della morte. Nyssen ha continuato a riferire che, sulla base di tutti i dati a disposizione della sua squadra, la maggior parte delle morti civili sono state causate dalle forze eritree; i portavoce che lavorano con il team hanno riferito che il 43% dei decessi è stato causato dagli eritrei, il 18% è stato causato dagli etiopi e un altro 18% dei decessi è stato causato da sconosciuti. Entro l'8 luglio 2021, il team ha registrato 9.651 vittime civili segnalate, 2.805 vittime completamente documentate e 245 massacri.

## Dimensione e forza
La dimensione delle FDNE ha oscillato in modo significativo dalla fine della guerra Etiopia-Eritrea nel 2000. Nel 2002 le forze di difesa etiopi avevano una forza di circa 250.000-350.000 soldati. Questo è stato all'incirca lo stesso numero mantenuto durante il regime del Derg che cadde davanti alle forze ribelli nel 1991. Tuttavia, quel numero è stato successivamente ridotto, e nel gennaio 2007, durante la guerra in Somalia, si diceva che le forze etiopi comprendessero circa 300.000 soldati. Nel 2012, l'IISS ha stimato che le forze terrestri avevano 135.000 persone e l'aviazione 3.000.
A partire dal 2012, l'ENDF è costituito da due rami separati: le forze terrestri e l'aeronautica. L'Etiopia ha diverse organizzazioni industriali della difesa che producono e revisionano diversi sistemi d'arma. La maggior parte di questi sono stati costruiti sotto il regime del Derg che ha progettato un grande complesso industriale militare. Le FDNE si basano sul servizio militare volontario di persone di età superiore ai 18 anni. Sebbene non vi sia alcun servizio militare obbligatorio, le forze armate possono effettuare chiamate quando necessario e il rispetto è obbligatorio.
Essendo un paese senza sbocco sul mare, l'Etiopia oggi ha nessuna marina. L'Etiopia riacquistò una costa sul Mar Rosso nel 1950 e creò la Marina etiope nel 1955. L'indipendenza dell'Eritrea nel 1991 lasciò l'Etiopia nuovamente senza sbocco sul mare, ma la Marina etiope ha continuato a operare da porti stranieri fino a quando non venne definitivamente sciolta nel 1996.

## Mezzi Aerei
Sezione aggiornata annualmente in base al World Air Force di Flightglobal del corrente anno. Tale dossier non contempla UAV, aerei da trasporto VIP ed eventuali incidenti accorsi durante l'anno della sua pubblicazione. Modifiche giornaliere o mensili che potrebbero portare a discordanze nel tipo di modelli in servizio e nel loro numero rispetto a WAF, vengono apportate in base a siti specializzati, periodici mensili e bimestrali. Tali modifiche vengono apportate onde rendere quanto più aggiornata la tabella.
| Aeromobile                           | Origine     | Tipo               | Versione (denominazione locale) | In servizio (2023) | Note | Immagine |
| Aerei da trasporto                   |             |                    |                                 |                    |      |          |
| de Havilland Canada DHC-6 Twin Otter | Canada      | Aereo da trasporto | DHC-6-300                       | 2                  |      |          |
| Elicotteri                           |             |                    |                                 |                    |      |          |
| Bell UH-1 Huey                       | Stati Uniti | elicottero utility | UH-1H                           | 8                  |      |          |

## Peacekeeping
L'Etiopia ha servito in varie missioni di pace delle Nazioni Unite e dell'Unione africana. Queste hanno incluso la Costa d'Avorio, il confine del Burundi, ed il Ruanda.
Due importanti missioni etiopi sono in Liberia e nel Darfur. La Missione delle Nazioni Unite in Liberia (UNMIL) venne istituita con la Risoluzione 1509 del Consiglio di sicurezza delle Nazioni Unite del 19 settembre 2003, per sostenere l'attuazione dell'accordo di cessate il fuoco e del processo di pace, proteggere il personale delle Nazioni Unite, le strutture ed i civili, sostenere le attività umanitarie e dei diritti umani; così come aiutare la riforma della sicurezza nazionale, compresa la formazione della polizia nazionale e la formazione di una nuova, ristrutturata forza armata. Nel novembre 2007, circa 1.800 soldati etiopi che operarono nella Missione delle Nazioni Unite in Liberia (UNMIL) vennero presentati con medaglie di mantenimento della pace delle Nazioni Unite per il loro "prezioso contributo al processo di pace." 
Fino a tre battaglioni etiopi sono stati utilizzati per costituire il Settore 4 della Missione delle Nazioni Unite, che copre la parte meridionale del paese.
Molte migliaia di Caschi Blu etiopici sono coinvolti nell'operazione ibrida congiunta dell'Unione africana/Nazioni Unite in Darfur, Sudan occidentale. Il Consiglio di Sicurezza ha autorizzato una forza UNAMID di circa 26.000 soldati.
L'Etiopia fornisce anche tutta la forza per la Missione delle Nazioni Unite di Abyei, la Forza di sicurezza ad interim delle Nazioni Unite per Abyei. Un ufficiale etiope comanda la forza.

## Giornata della difesa

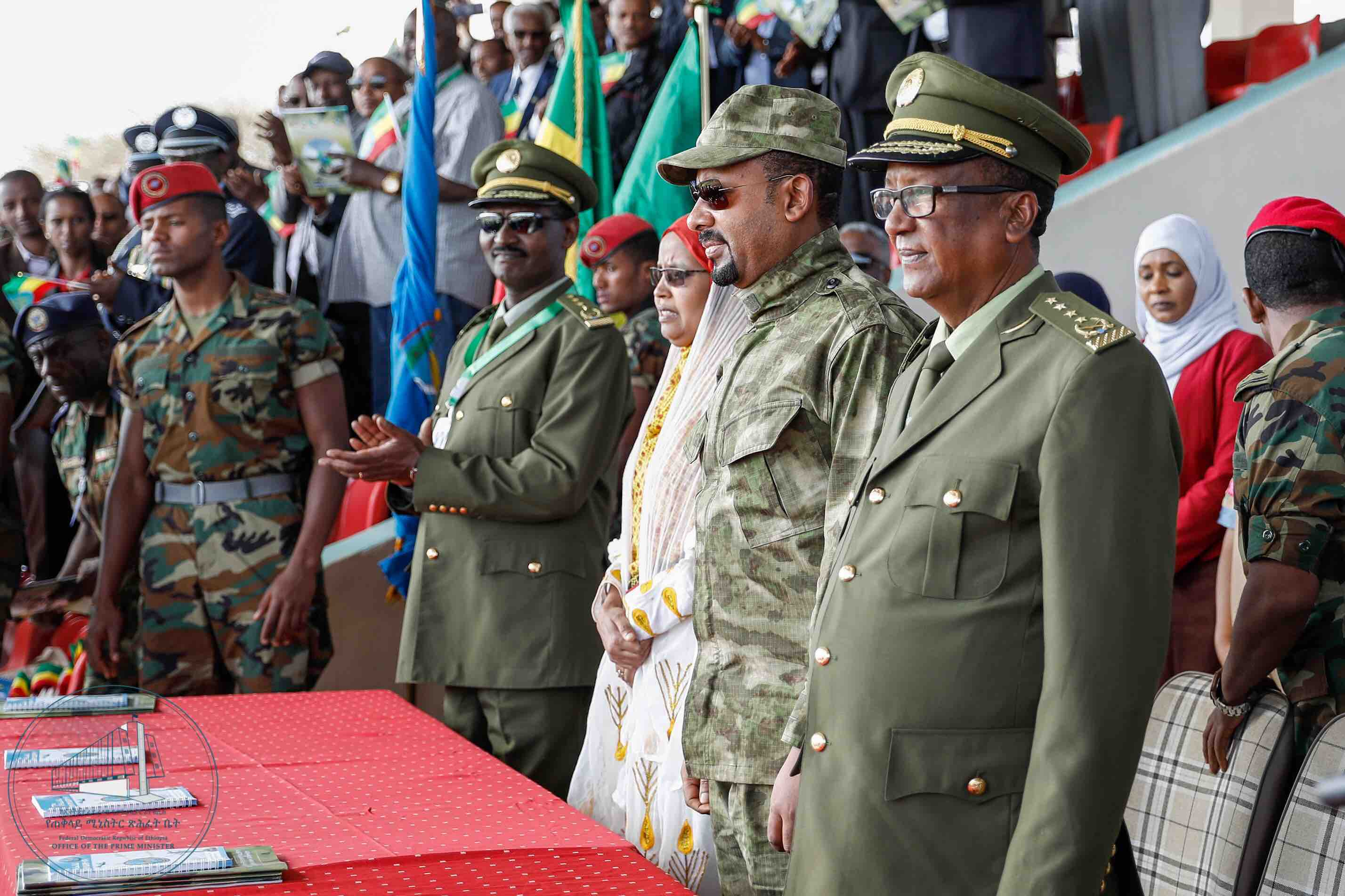
Giornata della difesa 2019

La Giornata nazionale della difesa viene celebrata ogni anno il 14 febbraio e funge da festa delle FDNE. Venne celebrata per la prima volta nel 2013. Si celebra per quattro giorni. Essa celebra l'istituzione, il 14 febbraio 1996, delle forze armate.

### Ulteriori letture
- Adejumobi e Binega, Budgeting for the Military Sector in Africa, Cp. 3
- Lemmu Baissa, United States Military Assistance to Ethiopia, 1953-1974: A Reappraisal of a Difficult Patron-Client RELATIONSHIP, in Northeast African Studies, vol. 11, n. 3, 1989.
- Bendix, Daniel ; Stanley, Ruth. / Security Sector Reform in Africa. The Promise and the Practice of a New Donor Approach. In: Accord Occasional Paper Series. 2008 ; Vol. 3, Nr. 2 - include una nota che indica la trasformazione della difesa SSDAT/DfID/FCO/MOD supportata dalla Gran Bretagna in Etiopia.
- Prof Laura Cleary, Ethiopia, in Security Sector Horizon Scanning 2016 - to support Agile Warrior Director Strategy, British Army, Andover, c2016, ISBN 978-1-907413-35-3
- Jeffrey Isima, Report on the current position with regard to the security sector in Ethiopia, 2003
- Mesfin, Berouk, Rebel Movements in Ethiopia, in Caroline Varin, Dauda Abubakar (eds) Violent Non-State Actors in Africa: Terrorists, Rebels and Warlords, Springer, 2017.
- Laurie Nathan, No Ownership, No Commitment, GfN-SSR/University of Birmingham, 2007. Sezione sulla Commissione della DDR.
- Colin Robinson, Defence Reform since 1990 in Atieno and Robinson (eds.), Post-conflict Security, Peace and Development: Perspectives from Africa, Latin America, Europe and New Zealand, Springer, 2018.
- Haile Selassie I: My Life and Ethiopia's Progress: The Autobiography of Emperor Haile Selassie I, King of Kings and Lord of Lords, Editato da Harold Marcus con altri e tradotto da Ezekiel Gebions con altri, II, Chicago, Research Associates School Times Publications, 1999, ISBN 978-0-948390-40-1.
- Gebru Tareke, The Ethiopian Revolution: War in the Horn of Africa, Yale Library of Military History

Altre fonti sulla difesa in Etiopia includono SSR in Ethiopia, A Prerequisite for Democracy.